# 阿尔蒙·吉列姆
阿尔蒙·路易斯·吉列姆（英語：Armen Louis Gilliam，1964年5月28日—2011年7月5日），为美国NBA联盟的前职业篮球运动员。他在1987年的NBA选秀中第1轮第2顺位被菲尼克斯太阳选中。